# Rafael Martín Vázquez
Rafael Martín Vázquez (Madrid, 25 de septiembre de 1965) es un exfutbolista y entrenador español. Fue un centrocampista que jugó para el Real Madrid (España) de 1983 a 1990 y de 1992 a 1995; el Torino (Italia) de 1990 a 1992; el Olympique de Marsella (Francia) en 1992 (contribuyendo a conquistar la Copa de Europa); el Deportivo de la Coruña (España) de 1995 a 1997; el Atlético Celaya (México) en la temporada 1997-98 y en el Karlsruher SC (Alemania) donde se retiró en 1998. También fue internacional con la selección española de fútbol.
Trabaja desde 2010 como comentarista del programa de radio deportivo Radioestadio, hasta que asumió el cargo de entrenador del Extremadura Unión Deportiva, del cual fue destituido en abril de 2018.

## Carrera profesional
Formó parte, junto con Emilio Butragueño, «Manolo» Sanchís, Miguel González «Míchel» y Miguel Pardeza, de la generación de jugadores madridistas procedentes de la cantera del Castilla C. F. popularmente conocida como «La Quinta del Buitre».
Tras ser formado en las categorías inferiores del Real Madrid y ser escogido mejor jugador del Mundial Juvenil de 1981 debutó en partido oficial con 17 años en un Murcia-Real Madrid. Con el Real Madrid ganó seis trofeos de Liga y dos Copas de la UEFA.
La técnica individual de Rafael Martín Vázquez hizo de él uno de los mejores centrocampistas ofensivos del mundo en su momento, aunque su carácter reservado, su juego excesivamente cerebral y su escasa brega sobre el terreno de juego lo convirtieron en uno de los chivos expiatorios de la exigente, y con frecuencia injusta afición madridista. Después de protagonizar la mejor temporada de su carrera con el Real Madrid, la 1989/90 a las órdenes del entrenador galés John Benjamin Toshack, Rafael Martín Vázquez se convirtió en uno de los jugadores más codiciados del momento pero Ramón Mendoza, entonces presidente del Real Madrid, se negó a realizar una renovación al alza del jugador, por lo que este terminó aceptando la oferta del Torino FC italiano, en el cual, a pesar de ser el extranjero mejor pagado del Calcio, nunca llegó a mostrar el sobresaliente nivel de juego alcanzado en su primera trayectoria madridista.
Tras su fallido paso por el equipo turinés, la carrera futbolística de Martín Vázquez se fue diluyendo en un largo peregrinar de equipo en equipo (incluyendo el regreso al equipo madridista entre 1992 y 1995) y de lesión en lesión, hasta su retirada definitiva del fútbol activo en el año 1998.
Con la selección española jugó un total de 38 partidos y disputó el Mundial de Italia´90.
Rafael Martín Vázquez formaba parte de la plantilla técnica del Real Madrid y colabora con diferentes programas de radio como comentarista.

## Estadísticas

### Clubes
Datos actualizados a fin de carrera deportiva.
| Castilla C. F. | 1983-84                  | 2.ª                      | 14  | 3  | 0  | 0 | 0  | 0 | 14  | 3  | 0.21 |
| Real Madrid C. F. | 1983-84                  | 1.ª                      | 19  | 1  | 2  | — | —  | — | 21  | 1  | 0.05 |
| Real Madrid C. F. | 1984-85                  | 1.ª                      | 13  | —  | 2  | — | 5  | — | 20  | 0  | 0    |
| Real Madrid C. F. | 1985-86                  | 1.ª                      | 17  | 3  | 6  | 1 | 7  | — | 30  | 4  | 0.13 |
| Real Madrid C. F. | 1986-87                  | 1.ª                      | 25  | 5  | 5  | — | 6  | — | 36  | 5  | 0.14 |
| Real Madrid C. F. | 1987-88                  | 1.ª                      | 35  | 5  | 8  | 1 | 7  | — | 50  | 6  | 0.12 |
| Real Madrid C. F. | 1988-89                  | 1.ª                      | 36  | 7  | 10 | — | 8  | 1 | 54  | 8  | 0.15 |
| Real Madrid C. F. | 1989-90                  | 1.ª                      | 34  | 14 | 5  | 1 | 3  | — | 42  | 15 | 0.36 |
| Torino Calcio | 1990-91                  | 1.ª                      | 24  | 1  | —  | — | —  | — | 24  | 1  | 0.04 |
| Torino Calcio | 1991-92                  | 1.ª                      | 28  | 1  | —  | — | 4  | — | 32  | 1  | 0.03 |
| Total Torino Calcio | Total Torino Calcio      | Total Torino Calcio      | 52  | 2  | 0  | 0 | 4  | 0 | 56  | 2  | 0.04 |
| Olympique de Marseille | 1992-93                  | 1.ª                      | 7   | 1  | 0  | 0 | 2  | 2 | 9   | 3  | 0.33 |
| Real Madrid C. F. | 1992-93                  | 1.ª                      | 19  | 4  | 4  | — | —  | — | 23  | 4  | 0.17 |
| Real Madrid C. F. | 1993-94                  | 1.ª                      | 23  | 1  | 2  | — | 3  | — | 28  | 1  | 0.04 |
| Real Madrid C. F. | 1994-95                  | 1.ª                      | 31  | 2  | 2  | — | 5  | 1 | 42  | 3  | 0.07 |
| Total Real Madrid C. F. | Total Real Madrid C. F.  | Total Real Madrid C. F.  | 252 | 42 | 46 | 3 | 44 | 2 | 342 | 47 | 0.14 |
| R. C. D. La Coruña | 1995-96                  | 1.ª                      | 5   | —  | —  | — | 1  | — | 6   | 0  | 0    |
| R. C. D. La Coruña | 1996-97                  | 1.ª                      | 12  | 2  | 3  | — | —  | — | 15  | 2  | 0.13 |
| Total R. C. D. La Coruña | Total R. C. D. La Coruña | Total R. C. D. La Coruña | 17  | 2  | 3  | 0 | 1  | 0 | 21  | 2  | 0.10 |
| Atlético Celaya | 1997-98                  | 1.ª                      | 10  | —  | —  | — | —  | — | 10  | 0  | 0    |
| Karlsruher S. C. | 1998-99                  | 1.ª                      | 5   | —  | —  | — | —  | — | 5   | 0  | 0    |
| Total carrera | Total carrera            | Total carrera            | 357 | 50 | 49 | 3 | 51 | 4 | 457 | 57 | 0.12 |
| (1) Incluye datos de la Copa del Rey / Supercopa de España / Copa de la Liga (1983-97). (2) Incluye datos de la Copa UEFA (1983-95) / Recopa de Europa (1993-95) / UEFA Champions League (1986-90). (3) No incluye goles en partidos amistosos. |                          |                          |     |    |    |   |    |   |     |    |      |

## Palmarés y distinciones

### Títulos nacionales
| Título             | Club              | Año  |
| ------------------ | ----------------- | ---- |
| Copa de la Liga    | Real Madrid C. F. | 1985 |
| Campeonato de Liga | Real Madrid C. F. | 1986 |
| Campeonato de Liga | Real Madrid C. F. | 1987 |
| Campeonato de Liga | Real Madrid C. F. | 1988 |
| Supercopa          | Real Madrid C. F. | 1988 |
| Campeonato de Liga | Real Madrid C. F. | 1989 |
| Copa               | Real Madrid C. F. | 1989 |
| Supercopa          | Real Madrid C. F. | 1989 |
| Campeonato de Liga | Real Madrid C. F. | 1990 |
| Supercopa          | Real Madrid C. F. | 1990 |
| Copa               | Real Madrid C. F. | 1993 |
| Supercopa          | Real Madrid C. F. | 1993 |
| Campeonato de Liga | Real Madrid C. F. | 1995 |

### Títulos internacionales
| Título              | Club                   | Año  |
| ------------------- | ---------------------- | ---- |
| Copa de la UEFA     | Real Madrid C. F.      | 1985 |
| Copa de la UEFA     | Real Madrid C. F.      | 1986 |
| Eurocopa Sub-21     | Selección Española     | 1986 |
| Copa Mitropa        | Torino Calcio          | 1991 |
| Liga de Campeones   | Olympique de Marseille | 1993 |
| Copa Iberoamericana | Real Madrid C. F.      | 1994 |